# Aloísio Teixeira

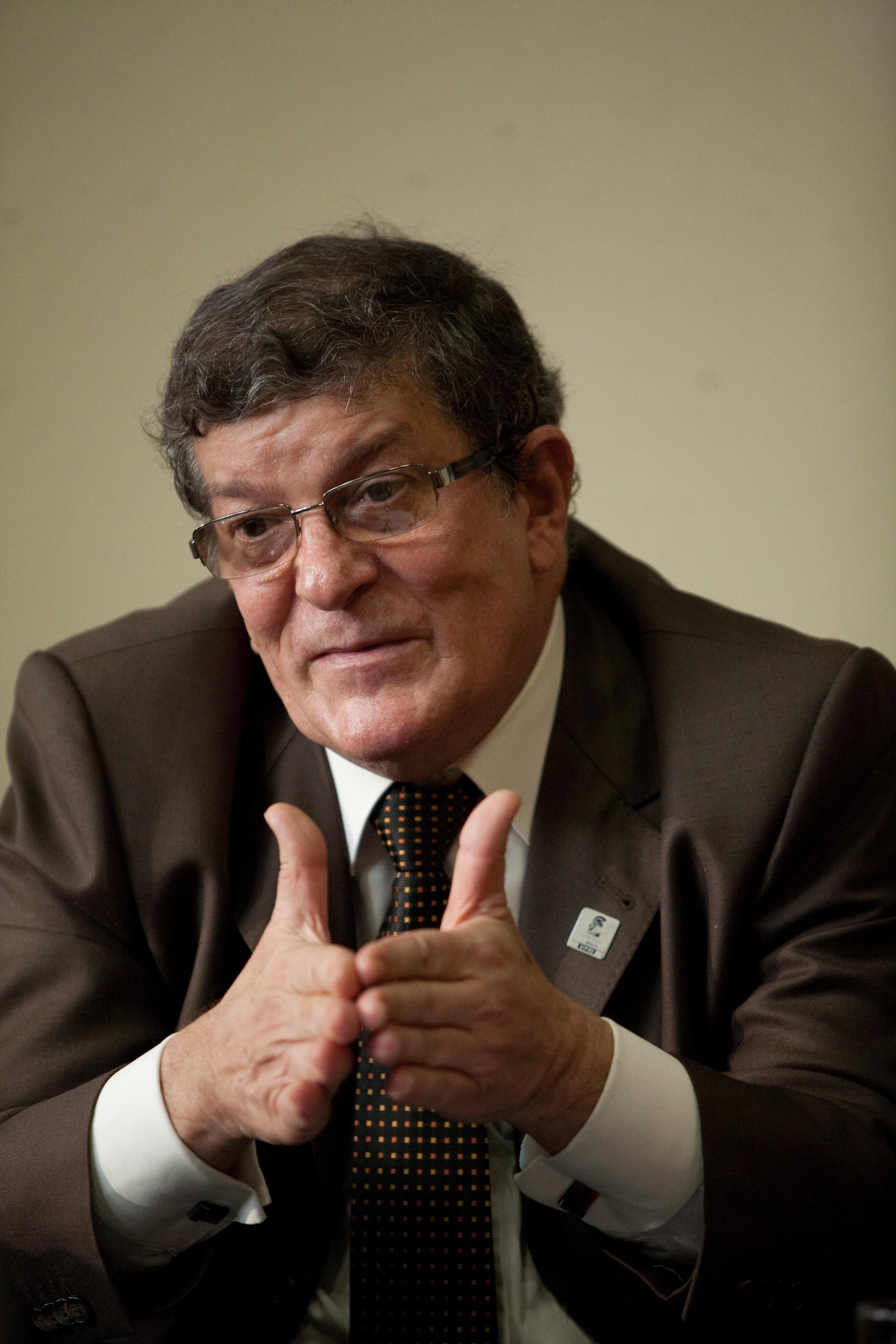
Aloísio Teixeira

Aloísio Teixeira (* 1944; † 23. Juli 2012 in Ipanema, Rio de Janeiro, Brasilien) war ein brasilianischer Ökonom.

## Werdegang
Teixeira graduierte 1978 an der Fakultät für Politik- und Wirtschaftswissenschaft in Rio de Janeiro und erwarb 1983 an der Bundesuniversität Rio de Janeiro (UFRJ) den Mastergrad im Fach Wirtschaft. 1993 promovierte er an der Universidade Estadual de Campinas (Unicamp). Er war Titularprofessor an der Bundesuniversität Rio de Janeiro und von 2003 bis 2011 deren Rektor. Daneben unterrichtete er am Instituto de Economia.

## Ehrungen
- 2005: Ehrendoktor der Universität Paris XIII